# Estación de Malargüe
Estación de Malargüe (también conocido como DSA 3 o Antena de Espacio Profundo 3) es una estación terrestre por satélite ESTRACK de 35 metros para la comunicación con las naves espaciales en el espacio profundo. Se encuentra a 40 kilómetros (25 millas) al sur de la ciudad de Malargüe, a unos 1200 km al oeste de Buenos Aires, Argentina.
DSA 3 alberga una antena de 35 m de diámetro con transmisión y recepción en banda X y recepción en banda Ka. La estación está situada a 1550 m sobre el nivel del mar. La antena de Malargüe cuenta con dos estaciones hermanas: la DSA 1 cerca de New Norcia, Australia, y la DSA 2, de Cebreros, cerca de Madrid, España. La finalización de esta estación permitirá a las misiones de espacio profundo realizar un seguimiento continuo.
El 7 de diciembre de 2011, la antena parabólica de 35 m de diámetro de la estación se izó en su lugar. La operación llevó varias horas y se tuvo que esperar un día tranquilo y sin viento. La estación se sometió a pruebas en 2012 y entró en pleno funcionamiento en 2013.
La estación de Malargüe fue una de las estaciones que ofrecieron la comunicación, el seguimiento y la descarga de datos de la nave espacial Rosetta.

## Relacionadas
- Estación de Espacio Lejano